# Effectif actuel du Mammoth de l'Utah
| No    | Nom                    | Nat. | Position      | Arrivée                            | Salaire        |
| ----- | ---------------------- | ---- | ------------- | ---------------------------------- | -------------- |
| +033, | Jaxson Stauber         |      | Gardien       | 2024 - IceHogs de Rockford         | +02 725 000, $ |
| +039, | Connor Ingram          |      | Gardien       | 2024 - Coyotes de l'Arizona        | +00733 333, $  |
| +070, | Karel Vejmelka         |      | Gardien       | 2024 - Coyotes de l'Arizona        | +02 725 000, $ |
| +002, | Olli Määttä            |      | Défenseur     | 2024 - Red Wings de Détroit        | +03 000 000, $ |
| +004, | Juuso Välimäki         |      | Défenseur     | 2024 - Coyotes de l'Arizona        | +02 000 000, $ |
| +006, | John Marino            |      | Défenseur     | 2024 - Devils du New Jersey        | +04 400 000, $ |
| +007, | Michael Kesselring     |      | Défenseur     | 2024 - Coyotes de l'Arizona        | +01 400 000, $ |
| +010, | Maveric Lamoureux      |      | Défenseur     | 2024 - Voltigeurs de Drummondville | +00886 666, $  |
| +028, | Ian Cole               |      | Défenseur     | 2024 - Canucks de Vancouver        | +03 100 000, $ |
| +036, | Dakota Mermis          |      | Ailier droit  | 2024 - Marlies de Toronto          | +00775 000, $  |
| +041, | Robert Bortuzzo        |      | Défenseur     | 2024 - Islanders de New York       | +00775 000, $  |
| +044, | Kevin Connauton        |      | Défenseur     | 2024 - Reign d'Ontario             | +00950 000, $  |
| +050, | Sean Durzi             |      | Défenseur     | 2024 - Coyotes de l'Arizona        | +06 000 000, $ |
| +052, | Vladislav Koliatchonok |      | Défenseur     | 2024 - Coyotes de l'Arizona        | +07 750 000, $ |
| +098, | Mikhaïl Sergatchiov    |      | Défenseur     | 2024 - Lightning de Tampa Bay      | +08 500 000, $ |
| +008, | Nick Schmaltz          |      | Centre        | 2024 - Coyotes de l'Arizona        | +05 850 000, $ |
| +009, | Clayton Keller – C     |      | Ailier droit  | 2024 - Coyotes de l'Arizona        | +07 150 000, $ |
| +011, | Dylan Guenther         |      | Ailier droit  | 2024 - Coyotes de l'Arizona        | +00894 167, $  |
| +015, | Alexander Kerfoot      |      | Centre        | 2024 - Coyotes de l'Arizona        | +03 500 000, $ |
| +017, | Nick Bjugstad          |      | Centre        | 2024 - Coyotes de l'Arizona        | +02 100 000, $ |
| +022, | Jack McBain            |      | Centre        | 2024 - Coyotes de l'Arizona        | +01 599 999, $ |
| +027, | Barrett Hayton         |      | Centre        | 2024 - Coyotes de l'Arizona        | +02 650 000, $ |
| +038, | Liam O'Brien           |      | Centre        | 2024 - Coyotes de l'Arizona        | +01 000 000, $ |
| +053, | Michael Carcone        |      | Ailier gauche | 2024 - Coyotes de l'Arizona        | +00775 000, $  |
| +063, | Matias Maccelli        |      | Ailier gauche | 2024 - Coyotes de l'Arizona        | +03 425 000, $ |
| +067, | Lawson Crouse – A      |      | Ailier gauche | 2024 - Coyotes de l'Arizona        | +04 300 000, $ |
| +082, | Kevin Stenlund         |      | Centre        | 2024 - Panthers de la Floride      | +02 000 000, $ |
| +092, | Logan Cooley           |      | Centre        | 2024 - Coyotes de l'Arizona        | +00950 000, $  |